# Kamena Glava
Komogllavë en albanais et Kamena Glava en serbe latin (en serbe cyrillique : Камена Глава) est une localité du Kosovo située dans la commune/municipalité de Ferizaj/Uroševac, district de Ferizaj/Uroševac (Kosovo) ou district de Kosovo (Serbie). Selon le recensement kosovar de 2011, elle compte 4 404 habitants.

## Démographie

### Évolution historique de la population dans la localité
| 1948  | 1953  | 1961  | 1971  | 1981  | 1991  | 2011  |
| ----- | ----- | ----- | ----- | ----- | ----- | ----- |
| 1 386 | 1 594 | 1 851 | 2 499 | 3 118 | 3 551 | 4 404 |

|  |

### Répartition de la population par nationalités (2011)
En 2011, les Albanais représentaient 99,93 % de la population.